# Rheumaptera matsumurai
Rheumaptera matsumurai là một loài bướm đêm trong họ Geometridae.